# Antoni Nguyễn Đích
Św. Antoni Nguyễn Đích (wiet. Antôn Nguyễn Đích) (ur. ok. 1769 r. w Chi Long w Wietnamie – zm. 12 sierpnia 1838 r. w Bảy Mẫu w Wietnamie) – męczennik, święty Kościoła katolickiego.
Antoni Nguyễn Đích urodził się w Chi Long. Jego rodzice byli religijni, a ponieważ uważali, że mieszkają za daleko od kościoła przeprowadzili się do Kẻ Vĩnh. Tam też Antoni Nguyễn Đích ożenił się. Był ojcem 10 dzieci. Podczas prześladowań przez 2 lata użyczał pomieszczeń w swoim domu dla nauczania seminarzystów. Również w jego domu przez pewien czas ukrywał się biskup Havard. Antoni Nguyễn Đích został aresztowany razem z księdzem Jakubem Đỗ Mai Năm i zięciem Michałem Nguyễn Huy Mỹ. Namowami i torturami próbowano go skłonić do wyrzeczenia się wiary. Został ścięty 12 sierpnia 1838 r. razem z Jakubem Đỗ Mai Năm i zięciem.
Dzień wspomnienia: 24 listopada w grupie 117 męczenników wietnamskich.
Beatyfikowany 27 maja 1900 r. przez Leona XIII. Kanonizowany przez Jana Pawła II 19 czerwca 1988 r. w grupie 117 męczenników wietnamskich.